# Académie royale du Cambodge
L'Académie royale du Cambodge (ACR) (en khmer : រាជបណ្ឌិត្យសភាកម្ពុជា) est une société savante nationale du Cambodge, qui constitue la principale organisation de recherche et de formation du pays.

## Missions
Elle a pour missions de promouvoir la langue khmère ainsi que les recherches scientifiques, historiques et culturelles.

## Structure
Elle comprend cinq sections disposant chacune d'une mission particulière :
- L'Institut de biologie, médecine et agriculture,
- L'Institut de la culture et des beaux-arts,
- L'Institut des sciences humaines et sociales,
- L'Institut national de langues,
- L'Institut des sciences et de la technologie.

Elle comprend dix-huit membres de plein exercice.

## Historique
L'Académie est fondée par un décret royal du 25 août 1965 et placée sous l'autorité du Conseil des ministres. Cependant, en raison des troubles qui secouent le pays, elle ne peut exercer ses missions et disparaît au milieu de la tourmente de la période des Khmers rouges.
Les efforts pour refonder l'institution aboutissent à la création en mars 1997 de l'Académie d'histoire. Par décret royal du 11 mai 1999, elle devient l'Académie royale, puis par celui du 27 décembre suivant, elle devient un établissement public à vocation culturelle et scientifique appelé Académie royale du Cambodge, formée de cinq sections.

## Administration
L'Académie est dirigée par un conseil d'administration qui désigne un comité exécutif de cinq membres chargé de la gestion quotidienne. Depuis 2017, le président est Sok Touch.